# ستيف وزنياك
ستيفن غاري وزنياك (بالإنجليزية: Stephen Gary Wozniak)‏ ولد في 11 أغسطس 1950، يلقب بـ«ووز»، هو مخترع أمريكي، مهندس إلكتروني، مبرمج، ورجل أعمال. شارك في تأسيس شركة آبل. ويُعرف بوصفه رائد ثورة الحواسيب الشخصية في السبعينيات والثمانينات، جنبا إلى جنب مع شريكه ستيف جوبز.

## النشأة
ولد ستيف وزنياك في مدينة سان خوسيه، كاليفورنيا، وهو ابن مارغريت إلين وجاكوب فرانسيس وزنياك.

## بدايات آبل
في 1970 أصبح وزنياك صديق لستيف جوبز عندما توظفا الوظيفة الصيفية نفسها. ورد في سيرته الذاتية ان جوبز كانت لديه فكرة بيع الكمبيوتر كلوحة دارات مطبوعة. وزنياك كان في البداية مشككا لتلك الفكرة لكنه فيما بعد اقتنع عندما قال له جوبز انهم لو فشلوا يستطيعون القول لأحفادهم انهم كان لديهم شركتهم الخاصة وباعوا بعض ممتلكاتهم حيث باع وزنياك حاسبته العلمية hp والفولكس فاجن الخاصة بجوبزمما مكنهم من جمع 1,300 دولار أمريكي وقاموا بصناعة النموذج الأول في غرفة نوم جوبز وفيما بعد في مرآب جوبز. شقة وزنياك كانت مليئة بالشاشات والادوات الإلكترونية وزنايك قام بتطوير بعض ألعاب الحاسب. في 1975 وزنياك سحب من جامعة كاليفورنيا، بركلي (فيما بعد عاد واكمل البكاليورس في الهندسة الإلكترونية وعلوم الحاسب) واتى بالكمبيوتر الذي جعله مشهورا.
في 1 آبريل 1976 أسست أبل وزنياك استقال من وظيفته في هوليت-باكارد وأصبح الرئيس المساعد والمسؤول عن البحث والتطوير. منتجهم الأول كان ابل 1 الذي كان مشابها لألتير 8800 الكمبيوتر الأول الشخصي المتوفر تجاريا لكنه لم يحتو على بطاقات توسعة داخلية بواسطة هذه البطاقات الالتير 8800 يمكن برمجته بواسطة لغة بيسيك أبل1 كان كمبيوتر للهواة بمعالج دقيق ب25 دولار على لوحة دارات مطبوعة واحدة بذاكرة القراءة فقط 256بايت وذاكرة الوصول العشوائي ب4 أو 8 بايت كان يفتقر للصندوق ومزود الطاقة ولوحة المفاتيح وأيضا شاشة عرض والتي كان يجب أن يوفرها المستخدم كانت تكلفته 666.66 دولار عندما سأل عن سبب اختياره للرقم قال لانه يحب تكرار الأرقام جوبز ووزنياك باعوا أول 100 جهاز إلى بول تيلير وكان عليه ان يضع الصندوق ومزود الطاقة ولوحة المفاتيح وشاشة العرض بنفسه

## الجوائز والتكريمات
- في عام 1985، تلقى وزنياك الميدالية الوطنية للتكنولوجيا (مع ستيف جوبز) من الرئيس الأمريكي رونالد ريغان.
- في ديسمبر من عام 1989، حصل على دكتوراه فخرية في شهادة الهندسة من جامعة كولورادو بولدر، وفي وقت لاحق تبرع بالأموال لإنشاء «مختبر ووز» في جامعة كولورادو بولدر.

## حياته الشخصية
يعيش وزنياك حاليا في لوس غاتوس، كاليفورنيا. تقدم بطلب للحصول على الجنسية الأسترالية في عام 2012، وصرح بأنه يرغب بالعيش مستقبلاً في ملبورن، أستراليا.
وزنياك تزوج كانديس كلارك منذ جوان 1981 حتى 1987 ولديهما ثلاثة أولاد. وهو متزوج حاليا من جانيت هيل.
وبالنسبة لآرائه الدينية، وزنياك يصف نفسه بأنه «ملحد أو لاأدرية».

## روابط خارجية
- ستيف وزنياك على موقع IMDb (الإنجليزية)
- ستيف وزنياك على موقع الموسوعة البريطانية (الإنجليزية)
- ستيف وزنياك على موقع مونزينجر (الألمانية)
- ستيف وزنياك على موقع إن إن دي بي (الإنجليزية)
- ستيف وزنياك على موقع قاعدة بيانات الفيلم (الإنجليزية)